# Petrova Ves
Petrova Ves este o comună slovacă, aflată în districtul Skalica din regiunea Trnava. Localitatea se află la altitudinea de 206 m deasupra n.m., se întinde pe o suprafață de 14,63 km2 și în 2017 număra 1.074 de locuitori.

## Istoric
Localitatea Petrova Ves este atestată documentar din 1392.

## Demografie
| An:                | 1994 | 2004   | 2014   | 2024   |
| ------------------ | ---- | ------ | ------ | ------ |
| Număr de persoane: | 994  | 1003   | 1093   | 1082   |
| Diferență:         |      | +0,90% | +8,97% | −1,00% |

| An:                | 2023 | 2024   |
| ------------------ | ---- | ------ |
| Număr de persoane: | 1075 | 1082   |
| Diferență:         |      | +0,65% |